# Santiuste de Pedraza
Santiuste de Pedraza és un municipi de la província de Segòvia, a la comunitat autònoma de Castella i Lleó.

## Demografia
| 1991 | 1996 | 2001 | 2004 |
| ---- | ---- | ---- | ---- |
| 126  | 108  | 102  | 119  |